# Mesa (Halbleitertechnik)

Zylindrische Mesa

Als Mesa wird im Allgemeinen eine Erhebung mit ebener Oberfläche und steiler Flanke bezeichnet. Der Begriff leitet sich von Tafelbergen ab, die im Spanischen „Mesa“ heißen.
Die Mesa-Struktur ist vornehmlich aus der Halbleitertechnik bekannt, hauptsächlich in Form des Mesatransistors, einem Transistor mit einer tafelbergförmigen Gestalt. Die Bezeichnung wird jedoch auch in der Mikrosystemtechnik verwendet.